# Фигуры Лиссажу
Фигу́ры Лиссажу́ — замкнутые траектории, прочерчиваемые виртуальной математической точкой, совершающей одновременно два гармонических колебания со сдвигом по амплитуде, фазе, частоте.
Впервые изучены французским учёным Жюлем Антуаном Лиссажу.
Более не вырожденные случаи, к примеру в акустическом приложении, изучаются музыкантами, дирижерами, и т.д.

## Описание
Вид фигур зависит от соотношения между периодами (частотами), фазами и амплитудами обоих колебаний. В простейшем случае равенства обоих периодов фигуры представляют собой эллипсы, которые при разности фаз 0 или {\displaystyle \pi } вырождаются в отрезки прямых (т.н. дельта функция с размахом по квадратичной зависимости: "синхровещание" к примеру), а при разности фаз {\displaystyle \pi /2} и равенстве амплитуд превращаются в окружность (полное подавление сигнала).
Если периоды (частота) двух колебаний близки, то разность фаз линейно изменяется, вследствие чего наблюдаемый эллипс все время деформируется (возникают биения).
```
Это явление используется в акустике, электронике, etc. в основном для передачи информации, для сравнения частот и подстройки одной частоты под вторую: опорную частоту.
```

При многократно отличающихся по величине периодах колебаний фигуры Лиссажу представляют собой запутанную картину и не наблюдаются, например, на экране осциллографа, — в этом случае наблюдается светящийся прямоугольник.
Если отношение периодов представляет собой рациональное число, то через промежуток времени, равный наименьшему кратному обоих периодов, движущаяся точка снова возвращается в исходное положение, причём с совпадающим с исходным вектором скорости точки, в результате получаются замкнутые траектории. Если отношение периодов иррациональное число, то порождаются незамкнутые траектории.
Фигуры Лиссажу вписываются в прямоугольник, центр которого совпадает с началом координат, а стороны параллельны осям координат и расположены по обе стороны от них на расстояниях, равных амплитудам колебаний.

## Математическое выражение для кривой Лиссажу
Зависимость координат x и y от времени t описывается системой
{\displaystyle {\begin{cases}x(t)=A\sin(at+\delta ),\\y(t)=B\sin(bt),\end{cases}}}
где A, B — амплитуды колебаний, a, b — частоты, δ — сдвиг фаз.
Вид кривой сильно зависит от соотношения a/b. Когда соотношение равно 1, фигура Лиссажу имеет вид эллипса, при определённых условиях она имеет вид окружности (A = B, δ = π/2 радиан) и отрезка прямой (δ = 0).
Ещё один пример фигуры Лиссажу — парабола (b/a = 2, δ = π/4). При других соотношениях фигуры Лиссажу представляют собой более сложные фигуры, которые являются замкнутыми при условии a/b — рациональное число.
Фигуры Лиссажу, где a = 1, b = N (N — натуральное число) и
{\displaystyle \delta ={\frac {N-1}{N}}{\frac {\pi }{2}}}
являются полиномами Чебышёва первого рода степени N (см. их тригонометрическое определение).

## Примеры
Анимация показывает изменение кривых при δ = 0 и постоянно возрастающем соотношении a/b от 0 до 1 с шагом 0,01:
Примеры фигур Лиссажу с δ = π/2, нечётным натуральным числом a, и также натуральным числом b, и |a − b| = 1:

a = 1, b = 2 (1:2)
a = 3, b = 2 (3:2)
a = 3, b = 4 (3:4)
a = 5, b = 4 (5:4)
a = 5, b = 6 (5:6)
a = 9, b = 8 (9:8)

## Применение в технике — сравнение частот

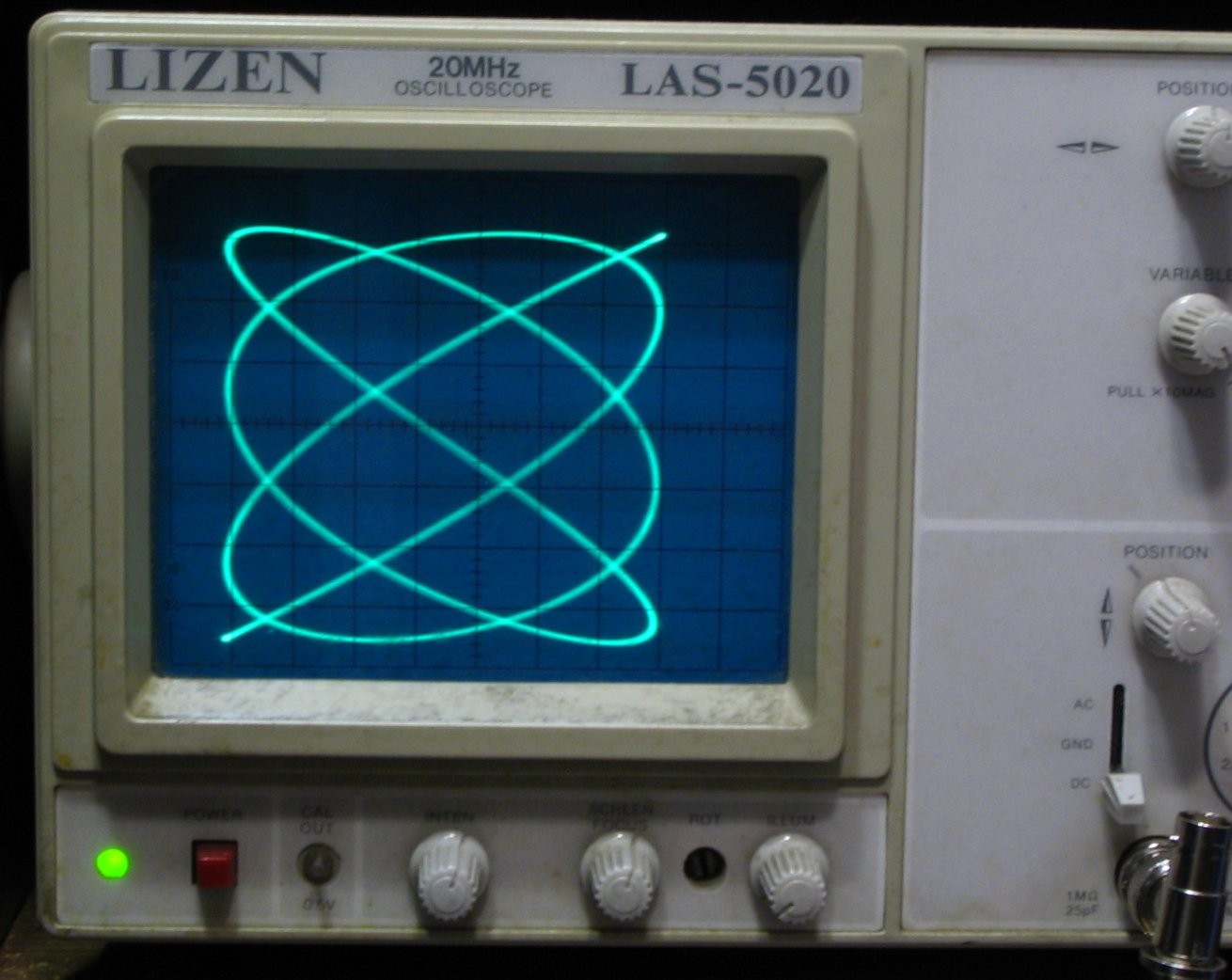
Фигура Лиссажу на экране осциллографа

Если подать на входы «X» и «Y» осциллографа сигналы близких частот, то на экране можно увидеть фигуры Лиссажу. Этот метод широко используется для сравнения частот двух источников сигналов и для подстройки одного источника под частоту другого. Когда частоты близки, но не равны друг другу, фигура на экране вращается, причём период цикла вращения является величиной, обратной разности частот, например, при периоде оборота 2 секунды разница в частотах сигналов равна 0,5 Гц. При равенстве частот фигура застывает неподвижно, в любой фазе, однако на практике, за счёт кратковременных нестабильностей сигналов, фигура на экране осциллографа обычно чуть-чуть подрагивает. Использовать для сравнения можно не только одинаковые частоты, но и находящиеся в кратном отношении, например, если образцовый источник может выдавать частоту только 5 МГц, а настраиваемый источник — 2,5 МГц.

Вращение фигуры Лиссажу при незначительной расстройке частот